# 麻田駅 (咸鏡南道)
麻田駅（マジョンえき）は朝鮮民主主義人民共和国咸鏡南道咸興市興南区域に位置する朝鮮民主主義人民共和国鉄道省平羅線の駅である。

## 歴史
- 1939年9月16日：開業[1]。